# Elaeagnus maritima
Elaeagnus maritima är en havtornsväxtart som beskrevs av Gen-Iti Koidzumi. Elaeagnus maritima ingår i släktet silverbuskar, och familjen havtornsväxter. Inga underarter finns listade i Catalogue of Life.